# Каракал (пистолет)
Каракал (англ. Caracal) — самозарядный пистолет, производимый компанией Caracal International (ОАЭ). Разработан в 2007 году группой специалистов, во главе которой стоял австрийский конструктор Вильгельм Бубитс (нем. Wilhelm Bubits).
Существует в трёх модификациях: F («full-size» — «полноразмерная») — основная; «C» («compact») — уменьшенная и укороченная версия пистолета; «SC» («sub-compact») — ещё более миниатюрная модификация.

## Пользователи
- Дубай
- Абу-Даби
- Бахрейн: армия[1]
- Италия: неизвестный правоохранительный орган;[2] был распространен в 2009 году.
- Иордания: полиция[3]
- ОАЭ